# Monoclonius
Monoclonius ("una banya") és un gènere de dinosaure ceratòpsid que visqué al període Cretaci en el que avui en dia és Canadà. Alguns paleontòlegs pensen que en realitat els fòssils identificats com a Monoclonius eren possiblement centrosaures de diferent edat o sexe, pel que l'existència del clade no està clara.
Els monoclonius, com tots els ceratopians, eren herbívors, alimentant-se probablement de la plantes predominants de la seva època: falgueres, cícades i coníferes, utilitzant el seu bec afilat per a arrancar les fulles i agulles.